# Benno Frevert
Benno Frevert (* 1987) ist ein ehemaliger deutscher Kinder- und Jugenddarsteller.

## Leben
Benno Frevert wirkte als Kinder- und Jugenddarsteller von 1999 bis 2004 in mehreren Filmen und Fernsehserien mit.
In der Märchenverfilmung von Hans im Glück aus dem Jahr 1999 verkörperte er Hans als Jungen. Ebenfalls 1999 war er im Spielfilm Sonnenallee als Bruder von Miriam Sommer, der großen Liebe der Hauptfigur Michael Ehrenreich, zu sehen. Im Film Der Vamp im Schlafrock spielte er 2001 Lukas, eines der beiden Kinder der Hauptfigur, der Romanautorin Ellen Schneider. 2004 war er der Schlagzeuger der Band Die Blindgänger im gleichnamigen Film. Im Kriminalfilm Sperling und das Krokodil im Müll war er in der Rolle des jugendlichen Haupttäters Hermann Engel eine der Hauptfiguren. In den Fernsehserien Der Clown (1999, Der Rattenfänger, Ion) und Berlin, Berlin (2002, Auf der Flucht, Kevin) spielte er in jeweils einer Episode mit.
Frevert war später als Mediengestalter tätig. Er ist als Cutter in der Filmbranche aktiv. In dieser Funktion war er für die Fernsehreihe 37 Grad verantwortlich.

## Filmografie
- 1999: Hans im Glück (Fernsehfilm)
- 1999: Sonnenallee
- 1999: Der Clown (Fernsehserie, 1 Folge)
- 2001: Sperling (Fernsehreihe, Sperling und das Krokodil im Müll)
- 2001: Der Vamp im Schlafrock
- 2002: Berlin, Berlin (Fernsehserie, 1 Folge)
- 2004: Die Blindgänger